# Афанасьєв Борис Іванович
Борис Іванович Афанасьєв (рос. Борис Иванович Афанасьев; 13 жовтня 1913, Москва, Московська губернія, Російська імперія — 25 лютого 1983, Москва, Російська РФСР, СРСР) — радянський футболіст і хокеїст. Заслужений майстер спорту СРСР (1948) і заслужений тренер РРСФР (1968).

## Клубна кар'єра
Витривалий та працьовитий футболіст, чудово обирав позицію. Виступав за московський «Дукат» (1932-1933) та болшевське «Динамо» (1934-1937). З 1938 по 1941 грав у півзахисті київського «Динамо». В чемпіонатах СРСР провів 53 матчі та забив 2 голи. 
Після війни перейшов до ЦБЧА. Чемпіон СРСР 1946 та володар національного кубка 1945. Всього за армійську команду, в чемпіонатах СРСР, провів 54 матчі та забив 1 гол.
1948 року переходить в хокей із шайбою. У складі ЦБЧА тричі поспіль здобував золоті нагороди чемпіонату СРСР (1948-1950). По черзі з Григорієм Мкртичаном захищав ворота найсильнішої команди радянського хокею.  Всього у чемпіонатах СРСР провів 78 матчів.

## Тренерська діяльність
З 1953 року на тренерській роботі. У 1963-1964 очолював московський «Спартак». З 1972 по 1974 рік — головний тренер команди «Акроні» із словенського міста Єсеніце. Очолюваний ним клуб здобув титул чемпіона Югославії 1973.

## Досягнення
| Нагороди                         | Команда       | Кіл. | Роки             |
| -------------------------------- | ------------- | ---- | ---------------- |
| Чемпіонат СРСР з хокею із шайбою |               |      |                  |
| Золото                           | ЦБЧА (Москва) | 3    | 1948, 1949, 1950 |
| Чемпіонат СРСР з футболу         |               |      |                  |
| Золото                           | ЦБРА (Москва) | 1    | 1946             |
| Кубок СРСР з футболу             |               |      |                  |
| Володар                          | ЦБРА (Москва) | 1    | 1945             |